# Веселівська сільська рада (Луцький район)
Веселівська сільська рада — колишня адміністративно-територіальна одиниця та орган місцевого самоврядування у Луцькому районі Волинської області з адміністративним центром у с. Веселе.
Припинила існування 5 січня 2018 року через об'єднання в Торчинську селищну громаду Волинської області.

## Населені пункти
Сільській раді підпорядковувались населені пункти:
- с. Веселе
- с. Верхи

## Склад ради
Рада складалась з 16 депутатів та голови.

## Керівний склад сільської ради
| ПІБ                      | Основні відомості                                                 | Дата обрання | Дата звільнення |
| ------------------------ | ----------------------------------------------------------------- | ------------ | --------------- |
| Лень Марія Степанівна    | Сільський голова, 1956 року народження, освіта, позапартійна      | 26.03.2006   | 31.10.2010      |
| Семенюк Оксана Василівна | Сільський голова, 1976 року народження, освіта вища, позапартійна | 31.10.2010   |                 |

Примітка: таблиця складена за даними джерела

## Населення
Згідно з переписом УРСР 1989 року чисельність наявного населення сільської ради становила 809 осіб, з яких 378 чоловіків та 431 жінка.
За переписом населення України 2001 року в сільській раді мешкало 799 осіб.

### Мова
Розподіл населення за рідною мовою за даними перепису 2001 року:
| Мова       | Відсоток |
| ---------- | -------- |
| українська | 98,90 %  |
| російська  | 0,86 %   |
| польська   | 0,12 %   |